# 马耳他圣彼得泳池

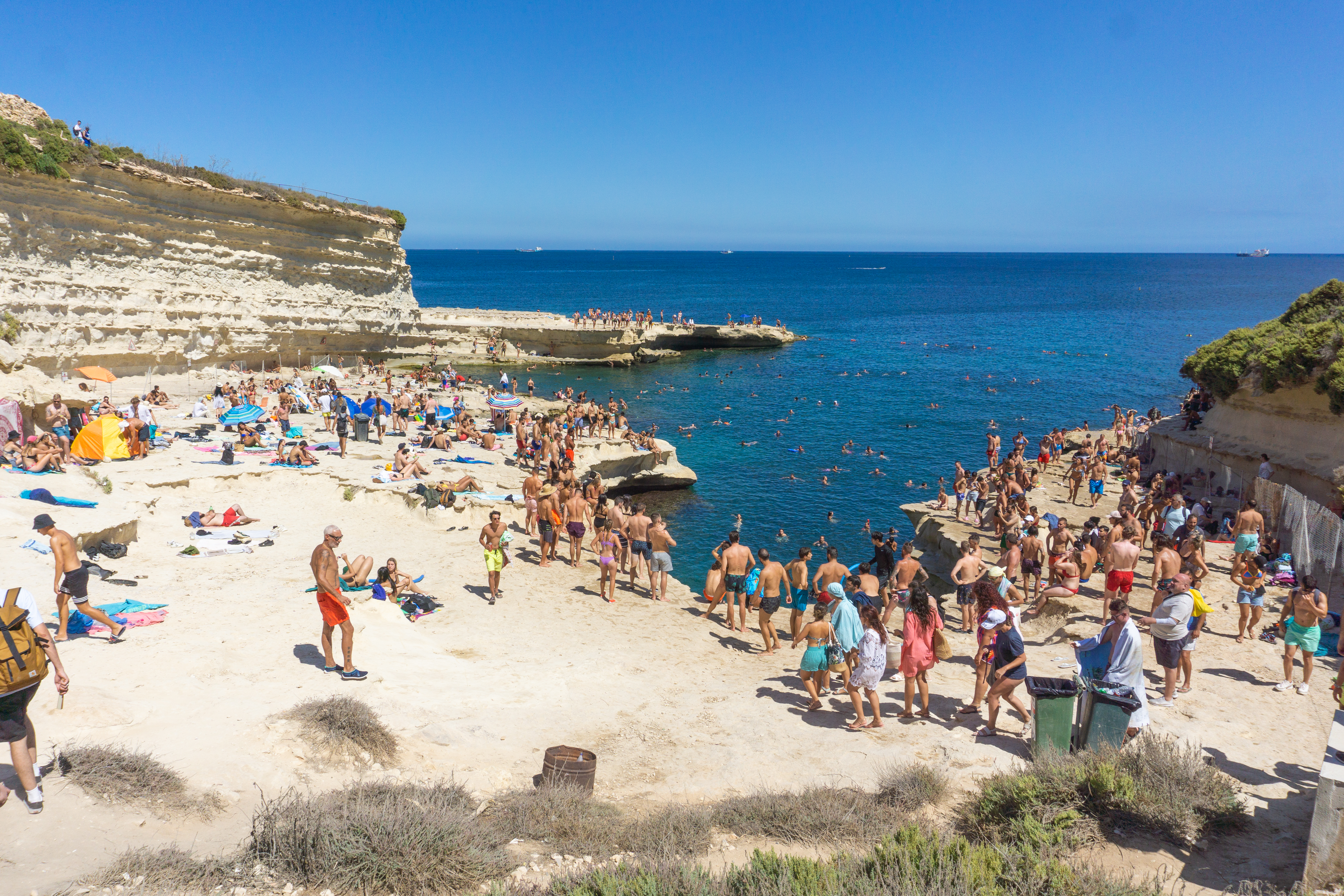
夏季圣彼得泳池的海滩游客

圣彼得池（官方：彼得池）（马耳他语：Il-Bajja ta Pietru）是马耳他岛上的一个小海湾。它位于德利马拉半岛（Dellimara Peninsula）的东北角。海湾西端有一个小洞穴。 截至 2022 年，這裡已经竖起了几道围栏和警告标志，警告游客注意海湾周围侵蚀悬崖掉落的碎片。

## 外部連結
- 【馬爾他】St Peter’s Pool 聖彼得池 · 馬爾他的懸崖跳水天堂（页面存档备份，存于）